# 傣奈语
傣奈语是越南中北部乂安省、清化省一种西南部台语支语言。
傣前语(截至1995年有300使用者)分布在老挝琅勃拉邦省巴森县Ban Phia和Ban Tenngiou两个村。它要么属于傣奈语，要么属于马勒语。